# Terry Medwin
Terence Medwin, mais conhecido como Terry Medwin (Swansea, 25 de setembro de 1932 – 1 de maio de 2024), foi um futebolista galês, que atuava como ala.

## Carreira
Medwin encerrou a carreira em 1963, por conta de uma perna quebrada. Até então, era um dos principais jogadores galeses. Foi campeão inglês com o Tottenham Hotspur em 1961 (o segundo e até hoje último título do clube no campeonato nacional). Membro da melhor fase da história dos Spurs, foi ainda bi na tradicionalíssima FA Cup e na Supercopa da Inglaterra (ambos em 1961 e 1962).

## Seleção
Pelo País de Gales, foi à única Copa disputada pela Seleção Galesa, a de Copa do Mundo de 1958. Acabou sendo decisivo ao marcar o gol da virada sobre a Hungria em um play-off na primeira fase, classificando heroicamente a equipe para as quartas-de-final (aonde cairiam frente ao Brasil).

## Morte
Medwin morreu no dia 1° de maio de 2024, aos 91 anos.

## Títulos
Swansea City
- Copa de Gales: 1950

Tottenham Hotspur
- Campeonato Inglês: 1961
- Copa da Inglaterra: 1961, 1962
- Supercopa da Inglaterra: 1961, 1962